# Подпольное детство
«Подпольное детство» (исп. Infancia clandestina) — аргентинский кинофильм режиссёра Бенхамина Авилы, вышедший на экраны в 2011 году. Фильм был выдвинут от Аргентины на соискание премии «Оскар» в номинации «Лучший фильм на иностранном языке» 2013 года, но не вошёл в итоговое число номинантов 85-й церемонии вручения.

## Сюжет
Действие фильма происходит во время так называемой «Грязной войны» в Аргентине. Супруги, оба входящие в состав подпольной левоперонистской организации «Монтонерос», вынуждены жить на Кубе вместе со своими двумя детьми. С помощью дяди Бето они разными путями возвращаются в Аргентину под чужими именами. Хуан, главный герой фильма, вынужден ходить в школу под именем Эрнесто Эстрада, справлять не свой день рождения, выполнять правила своих родителей для их и своего выживания, что вступает в конфликт с его личными устремлениями и чувствами.

## В ролях
| Актёр                | Роль                   |
| -------------------- | ---------------------- |
| Тео Гутьеррес Ромеро | Хуан (Эрнесто Эстрада) |
| Наталия Орейро       | Кристина (Чаро)        |
| Эрнесто Альтерио     | дядя Бето              |
| Сесар Тронкосо       | Орасио (Даниэль)       |
| Кристина Банегас     | бабушка Амалия         |

## Создание фильма
Фильм частично базируется на личном опыте, раннем детстве, самого режиссёра фильма Бенхамина Авилы, чья мать была связана с «Монтонерос» и убита военными. Актёры фильма провели несколько дней в компании бывших партизан «Монтонерос», чтобы лучше понять социополитический контекст времени и повседневную жизнь подпольщиков.
Рок-группа «Divididos», чей лидер и вокалист Рикардо Мольо является также мужем исполнительницы одной из главных ролей в фильме Наталии Орейро, была приглашена Авилой для написания саундтрека к фильму. Не появляясь на экране Мольо тем не менее исполняет на гитаре песню музыканта танго Энрике Сантоса Дисеполо, которую поёт Орейро.

## Номинации
Фильм был выдвинут Аргентинской академией кинематографических искусств и наук в качестве претендента на соискание премии «Оскар» в номинации «Лучший фильм на иностранном языке» на 85-й церемонии вручения. Он был выбран, получив всего на один голос больше чем другой аргентинский фильм «Последний Элвис» исп. El último Elvis. Однако фильм не сумел попасть в итоговый список 5 номинантов.
«Подпольное детство» было номинантом на премию «Лучший иностранный фильм на испанском языке» на XXVII церемонии вручения премии «Гойя».
На 34-й церемонии вручения премии Молодой актёр в 2013 году исполнитель главной роли в фильме Тео Гутьеррес Ромеро был номинирован на премию «Лучший молодой актёр в зарубежном фильме».